# Московская сторожевая
Московская сторожевая — крупная рабочая собака, выведенная в 50-х годах XX века в Центральной школе военного собаководства, племенном питомнике «Красная Звезда» (Московская область). Порода создана путём воспроизводительного скрещивания пород: кавказская овчарка, сенбернар, русская пегая гончая. Родоначальником породы московская сторожевая является Орслан.

## История породы
Вскоре после окончания Великой Отечественной войны по приказу Министерства обороны СССР Центральной школе военного собаководства «Красная Звезда» было поручено восстановить численность служебных собак, обеспечив тем самым потребности народного хозяйства. Страна нуждалась в крупных сторожевых собаках, неприхотливых, жизнестойких, управляемых, способных выполнять разнообразные задачи в трудных климатических условиях от Сибири до Средней Азии. Основная задача, поставленная военным кинологам, заключалась в создании крупной, сильной, с хорошо развитым мощным костяком и рельефной мускулатурой, гармонично сложенной собаки, обладающей караульными и сторожевыми качествами, хорошо поддающейся дрессировке, неприхотливой в содержании. Качества эти должны были стойко передаваться по наследству.
В конце 1940-х годов начальник племенного питомника Николай Иванович Бортников, работая под руководством профессора-биолога Н. А. Ильина и командира Центральной школы военного собаководства «Красная Звезда» генерал-майора Г. П. Медведева, начал проводить межпородное скрещивание. Несколько лет кинологи искали, какой внешний облик должен быть придан московской сторожевой, отличающий её от исходных пород: собакам купировали хвосты и уши.
В 1958 году в каталоге 22-й Московской городской выставки служебных собак опубликован стандарт московской сторожевой.
В 1985 году породная группа московская сторожевая была признана породой. В 1990 году в Москве был создан и зарегистрирован в Федерации служебного собаководства Всесоюзный клуб породы (с 1992 года — Всероссийский).
В настоящее время порода представляет собой промежуточную между сенбернаром и кавказской овчаркой, в котором сочетаются лучшие качества, унаследованные от обеих пород. Она значительно превосходит сенбернара по крепости костяка, передних и задних конечностей и развитости мускулатуры.

## Экстерьер
Собака грубого крепкого типа, крупного роста, широкотелая, с несколько удлиненным корпусом, с хорошо развитой объемной мускулатурой, активная и подвижная. Рост для кобелей не ниже 68 см, для сук не ниже 66 см. Вес кобелей — от 55 кг и более, сук — от 45 кг.
Голова массивная, крупная, пропорциональна общему сложению, широкая и глубокая в черепной части. Лоб широкий, немного выпуклый, разделенный продольной неглубокой бороздой. Надбровные дуги развиты, затылочный бугор массивный, с хорошо развитой мускулатурой, почти незаметен. Переход ото лба к морде короткий, хорошо выраженный, достаточно глубокий. Мочка носа крупная, широкая, черная. Морда несколько короче черепной части, широкая, тупая, глубокая, объемная, хорошо заполненная под глазами. Линии лба и морды параллельны. Губы толстые, мясистые, черного цвета. Челюсти мощные, широкие. Зубы крупные, белые, плотно прилегающие друг к другу, всего 42 зуба. Прикус ножницеобразный. Скулы хорошо развитые. Глаза небольшие, темные, округлой формы, глубоко, широко и прямо посаженные, выражение глаз спокойное, уверенное. Веки черные, плотные, умеренно сухие. Уши небольшие, висящие на хрящах, треугольной формы с закругленными концами, прилегающие передним краем к скулам, поставленные выше линии глаз, с очесами.
Шея средней длины, овальная в поперечном сечении, с хорошо развитой мускулатурой, умеренно высоко поставленная, загривок хорошо выражен, допускается небольшой подвес. Корпус цельный, несколько растянут, хорошо сбалансирован, пропорционален, объемный, глубокий. Холка высокая, широкая, длинная, мускулистая, хорошо развита, особенно у кобелей, желательно несколько выше крестца. Спина крепкая, прямая, широкая, мускулистая. Поясница короткая, широкая, мускулистая, немного выпуклая. Круп широкий, мускулистый, умеренно длинный, слегка наклонный. Грудь глубокая, длинная, широкая, с выпуклыми длинными ребрами, заметно расширяющимися к задней части туловища. Передняя часть груди несколько выдается вперед по отношению к плече-лопаточным суставам. Нижняя часть груди находится на уровне локтей или немного ниже её. Живот умеренно подтянут. Хвост широкий, толстый, по длине доходит до скакательного сустава.
Передние конечности при осмотре спереди — прямые и параллельные. Лопатки длинные, косо поставленные, образующие с плечевыми костями угол около 90—100 градусов. Плечи мускулистые, предплечья прямые, умеренно длинные, массивные. Локти направлены строго назад. Пясти короткие, широкие, крепкие, слегка наклонные. Лапы большие, округлой формы, сводистые, в комке, подушечки мясистые, толстые, когти любого цвета.
Задние конечности при осмотре сзади прямые и параллельные, поставлены несколько шире передних. Бедренные кости не длинные, поставлены с небольшим наклоном. Бедра и голени почти равны по длине. Углы коленных и скакательных суставов умеренно выражены, четко очерчены. Плюсны отвесно поставлены, короткие, широкие. Лапы овальной формы, сводистые, в комке с мясистыми толстыми подушечками, когти любого цвета. Прибылые пальцы должны быть удалены.
Движения сбалансированные и неторопливые. При движении рысью конечности должны двигаться прямолинейно. Суставы передних и задних конечностей свободно сгибаются и разгибаются.
Кожа толстая, без признаков излишней сырости, допускается подвес на горле.
Шерсть плотная, длинная, густая, с хорошо развитым подшерстком, остевой волос прямой. На голове и передней стороне конечностей шерсть более короткая. Допускается небольшая волна по шерсти в области поясницы, крупа и бедер. Окрас рыже-пегий, пятнистый: белый с пятнами рыжими, рыже-черными, черно-рыжими, соболиными, наличие рыжего оттенка в окрасе обязательно. Обязательны белая грудь, передние конечности до локтя и задние до голени, конец хвоста; предпочтителен крап на белом фоне любого из перечисленных окрасов, темные очки, чернота на ушах. Желательный окрас следующий: темная голова, благодаря черной маске (полной или без неё), черным очкам и ушам, в контрасте с более светло окрашенным корпусом, с рыжеватыми пятнами, отделенными от белого окраса отчетливо выраженными соболиными границами.

## Темперамент
Московская сторожевая — собака, уверенная в себе, уравновешенная, самостоятельная и контактная. Имеет прекрасные сторожевые и охранные качества. Осмысливает происходящую ситуацию, выбирая верный путь её решения. Московская сторожевая всегда будет охранять отведенную для неё территорию. Защита хозяина также является её основной задачей. Эти собаки не знают страха и никогда не отступают. Как правило, при содержании этой собаки в семье она не выбирает для себя одного хозяина.

## Содержание и уход
Собака этой породы не требует трепетного ухода. Её достаточно регулярно чесать щеткой и купать с шампунем по мере необходимости. Если собака приобретается для охраны участка или склада, то более недорогой альтернативой является восточноевропейская овчарка или кавказская овчарка (так как менее прихотливы к еде, а также куда менее прожорливы и «габаритны»).
Собаки этой породы линяют, но не очень сильно. Плотная и густая шерсть прекрасно защищает собаку от любой непогоды. Кроме того, известно, что в северных районах с более холодным климатом шерстный покров гуще и несколько длиннее, чем в южных. Эта порода собак хорошо себя чувствует в холодном климате и прекрасно справляется с охраной больших территорий в условиях холодной зимы.
Московская сторожевая нуждается в большом количестве свободного пространства, поэтому она не подходит для содержания в квартире или в маленьком доме без достаточно просторной территории во дворе. Собака может жить в квартире, не вызовет неудобств, не создаст шума, не бросится без причины на человека, прекрасно уживётся с другими животными, но всё-таки лучше всего она чувствует себя на просторной территории.
Московская сторожевая собака нуждается в тренировках, но не для развития защитных инстинктов, которые и без того у неё прекрасно развиты, а для обучения командам. Если собаку этой породы не обучать, то справиться с ней будет непросто, так как это очень крупная порода.

## Здоровье
Чаще всего у собак этой породы встречаются такие заболевания, как дисплазия тазобедренных суставов, пищевая аллергия, ожирение.